# Kemy Agustien
Germain Hesus 'Kemy' Agustien (Willemstad, Curaçao, 20 augustus 1986) is een Nederlands-Curaçaos voetballer die bij voorkeur als middenvelder speelt. Hij speelde een aantal wedstrijden voor Jong Oranje, onder meer tijdens het WK voetbal -20 in 2005. Hij debuteerde in 2015 in het Curaçaos voetbalelftal.

## Carrière
Agustien werd op zijn zevende opgenomen in de jeugdopleiding van Willem II in Tilburg, de stad waar hij opgroeide. Hier tekende hij op zijn zeventiende zijn eerste profcontract. Een half jaar later debuteerde hij in het eerste elftal. Agustien speelde in zijn eerste seizoen 21 competitiewedstrijden en scoorde daarin eenmaal.
Agustien tekende in 2006 een contract bij AZ. Dat verhuurde hem direct een jaar aan Roda JC om daar ervaring op te doen. Eenmaal terug bij AZ in het seizoen 2007/08 voldeed hij niet aan de verwachtingen van toenmalig coach Louis van Gaal. Hierdoor mocht hij in de zomer uitkijken naar een andere club. AZ verhuurde Agustien voor één seizoen aan Birmingham City, dat daarbij een optie tot koop kreeg. Die werd niet gelicht. AZ verhuurde hem vervolgens voor één seizoen aan RKC Waalwijk, waarmee hij degradeerde uit de Eredivisie.
Agustien en AZ ontbonden in juni 2010 in samenspraak zijn contract. Daarop tekende hij in oktober 2010 na een proefperiode, een contract voor twee seizoenen bij Swansea City. Hiermee promoveerde hij na één seizoen van de Championship naar de Premier League. Het definitief behalen van dit resultaat maakte hij niet zelf mee, doordat Swansea hem van maart tot en met mei 2011 verhuurde aan Crystal Palace, op dat moment ook actief in de Championship. In de twee seizoenen die volgden speelde Agustien meer dan dertig competitiewedstrijden in de Premier League, waarin hij achtereenvolgens elfde en negende werd met zijn ploeggenoten. Swansea won in 2012/13 de League Cup, waaraan Agustien in één ronde van het toernooi bijdroeg.
Agustien verruilde Swansea in juli 2013 transfervrij voor Brighton & Hove Albion, dan spelend in de Championship. Hiermee kwam hij in zijn eerste jaar elf competitiewedstrijden in actie. In zijn tweede twee. Zijn contract werd in juli 2015 niet verlengd. Eind september 2015 tekende hij een contract tot het einde van het kalenderjaar bij Vendsyssel FF, dat op dat moment uitkwam in de 1. division in Denemarken. In de zomer van 2016 sloot hij zich aan bij FC Dordrecht, maar vanwege fitheidsproblemen kreeg hij hier geen contract. In februari 2017 vond hij een nieuwe club: Global FC uit Cebu City in de Filipijnen. In augustus van dat jaar sloot hij aan bij SV TEC dat uitkomt in de derde divisie. Door problemen bij de Filipijnse voetbalbond was hij pas in oktober speelgerechtigd. Augustien verliet TEC eind december 2017. Eind juni 2018 sloot Agustien aan bij Nuneaton Borough dat uitkomt in de National League North. Per 1 augustus 2018 werd zijn contract echter alweer ontbonden. Eind augustus verbond hij zich op amateurbasis aan Halesowen Town dat uitkomt in de Northern Premier League. Ook trainde hij met het onder 23 team van Birmingham City. Medio november 2018 tekende hij een contract tot januari bij Barrow dat uitkomt in de National League. In maart 2019 verbond hij zich tot het einde van het seizoen aan Wrexham dat eveneens in de National League speelt. Eind september 2019 sloot Augustien tot medio november aan bij Bradford Park Avenue dat uitkomt in de National League North. Op 30 januari 2020 verbond Augustien zich aan Mickleover Sports dat in de Northern Premier Football League Premier Division uitkomt
Met Curaçao won Agustien op 25 juni 2017 de finale van de Caribbean Cup 2017 door Jamaica met 2–1 te verslaan. Ook maakte hij deel uit van de selectie op de CONCACAF Gold Cup 2017.

## Clubstatistieken
| Seizoen | Club                   | Land       | Competitie                               | Duels | Goals |
| ------- | ---------------------- | ---------- | ---------------------------------------- | ----- | ----- |
| 2004/05 | Willem II              | Nederland  | Eredivisie                               | 21    | 1     |
| 2005/06 | Willem II              | Nederland  | Eredivisie                               | 34    | 2     |
| 2006/07 | → Roda JC              | Nederland  | Eredivisie                               | 31    | 2     |
| 2007/08 | AZ                     | Nederland  | Eredivisie                               | 25    | 2     |
| 2008/09 | → Birmingham City      | Engeland   | Championship                             | 18    | 0     |
| 2009/10 | → RKC Waalwijk         | Nederland  | Eredivisie                               | 19    | 1     |
| 2010/11 | Swansea City           | Engeland   | Championship                             | 8     | 0     |
| 2011/12 | Swansea City           | Engeland   | Premier League                           | 13    | 0     |
| 2011/12 | → Crystal Palace       | Engeland   | Championship                             | 8     | 0     |
| 2012/13 | Swansea City           | Engeland   | Premier League                           | 18    | 0     |
| 2013/14 | Brighton & Hove Albion | Engeland   | Championship                             | 11    | 0     |
| 2014/15 | Brighton & Hove Albion | Engeland   | Championship                             | 2     | 0     |
| 2015/16 | Vendsyssel FF          | Denemarken | 1. division                              | 8     | 0     |
| 2015/16 | Hamilton Academical    | Schotland  | Scottish Premiership                     | 2     | 0     |
| 2016/17 | FC Dordrecht           | Nederland  | Eerste Divisie                           | 5     | 0     |
| 2017/18 | SV TEC                 | Nederland  | Tweede Divisie                           | 10    | 0     |
| 2018/19 | Nuneaton Borough       | Engeland   | National League North                    | 0     | 0     |
| 2018/19 | Halesowen Town         | Engeland   | Southern League Premier Division Central | 2     | 0     |
| 2018/19 | Barrow                 | Engeland   | National League                          | 10    | 2     |
| 2018/19 | Wrexham                | Engeland   | National League                          | 3     | 0     |
| 2019/20 | Bradford PA AFC        | Engeland   | National League North                    | 4     | 0     |
| 2019/20 | Mickleover Sports      | Engeland   | Northern League Premier Division         | 5     | 0     |
| 2020/21 | Mickleover Sports      | Engeland   | Northern League Premier Division         | 4     | 0     |
| 2021/22 | Mickleover Sports      | Engeland   | Northern League Premier Division         | 27    | 0     |
| 2022/23 | Kettering Town         | Engeland   | National League North                    | 6     | 0     |
| 2022/23 | Hednesford Town        | Engeland   | Southern League Premier Division Central | 0     | 0     |
| Totaal  | Totaal                 | Totaal     | Totaal                                   | 294   | 10    |

## Erelijst
| League Cup | 1x | 2012/13 |

| Competitie    | Winnaar | Winnaar | Runner-up | Runner-up | Derde   | Derde   |
| Competitie    | Aantal  | Jaren   | Aantal    | Jaren     | Aantal  | Jaren   |
| Curaçao       | Curaçao | Curaçao | Curaçao   | Curaçao   | Curaçao | Curaçao |
| ------------- | ------- | ------- | --------- | --------- | ------- | ------- |
| Caribbean Cup | 1x      | 2017    |           |           |         |         |